# تازيميتوستات
تازيميتوستات هو دواء يستعمل في علاج أنواع معينة من السرطان مثل الساركومة الشبيهة بالظهارة.
أقرت إدارة الغذاء والدواء استعماله في الوايات المتحدة في 2020 وصنفته على أنه دواء أول في فئته.